# Martín Restrepo Mejía
Martín Restrepo Mejía (Medellín, 2 de noviembre de 1861- Cali, 1940) fue un pedagogo y académico colombiano.

## Biografía
Nació en Medellín, hijo de Silverio Restrepo Fernández y Julia Mejía de la Torre. Migro con su familia por varias regiones, desarrolló su trabajo académico a la par de sus vínculos con la Iglesia Católica, y estaba adscrito al Partido Conservador Colombiano.
Fue docente de párvulos en 1876, fundó una escuela en Buga (Valle del Cauca) en 1878, junto a su hermano Luis dirigieron el Colegio de Jesús en Cali. Elaboro manuales basados en el método pedagógico de Johann Heinrich Pestalozzi, fundamentados en la doctrina religiosa. En 1888 junto a su hermano ganaron un concurso para maestros del Ministerio de Instrucción Pública con el Elementos de pedagogía, que se constituyó como manual para los docentes de Colombia.
Entre 1892 y 1898 fue maestro de filosofía en la Universidad del Cauca; también fue Inspector General de Instrucción Pública del departamento del Cauca; y, por último designado como rector de la Universidad del Cauca. En 1912 fundó una escuela con su nombre en Bogotá. Para 1917 fue promotor y organizador del Primer Congreso Pedagógico Nacional, y en 1922 dirigió el Colegio de Boyacá en Tunja.En 1925 regento el Colegio Santa Librada de Cali.
Fue miembro y presidente de la Academia Colombiana de Historia, miembro de Número de la Academia Colombiana de la Lengua, miembro fundador de la Academia Nacional de Ciencias de la Educación y miembro de Número del Centro Vallecaucano de Historia y Antigüedades.

## Obras
- Con Luis Restrepo Mejía. Elementos de pedagogía (1888).[7]
- Gramática de la lengua española (1894).[8]
- Aritmética para las escuelas
- Geografía Universal (1908)
- Geografía de las escuelas (1909)
- Didáctica del trabajo (1909)
- Historia sagrada y eclesiástica en sus relaciones con la historia universal
- Cartilla antialcohólica (1913).[9]
- Pedagogía doméstica (1914)[10]
- Pedagogía de párvulos. Exposición de la enseñanza activa (1925)